# Semen (kozak)

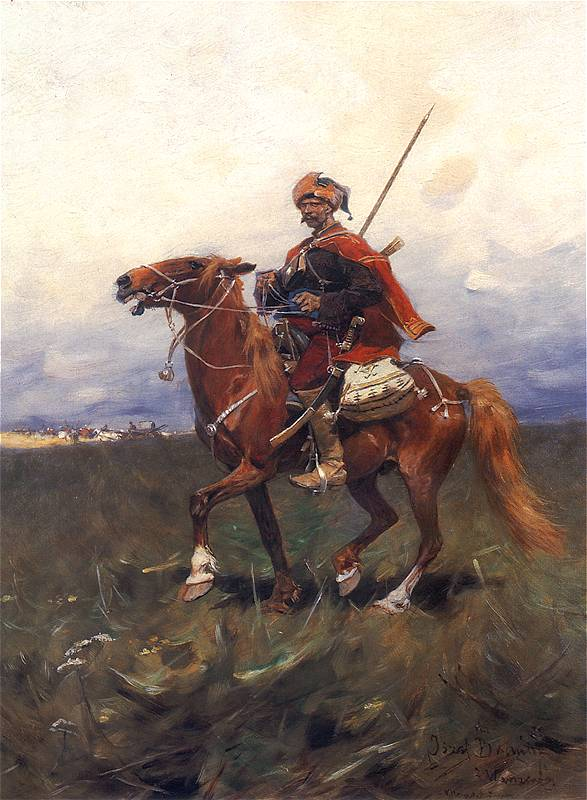
Semen regularnej jazdy kozackiej (mal. Józef Brandt)

Semen (ukr. семен od osmańsko-tureckiego sejmen) – nadworny kozak w posiadłościach magnackich i szlacheckich na Ukrainie w XVII-XVIII wieku.
Określenie to zasadniczo odnoszono do „kozaków wyborowych”, pozostających w służbie zamożnych właścicieli ziemskich i pełniących zarówno funkcje wojskowe, jak strażniczo-policyjne (żandarmów). Świadectwa ikonograficzne wskazują, że zazwyczaj wyposażano ich w szable i podręczną broń palną (pistolety, rusznice, samopały). Niekiedy nosili jednolitą barwę wskazującą na przynależność do określonego dworu.
W XVII-wiecznych wojskach kresowych Rzeczypospolitej semeni jako osobny rodzaj lekkiej jazdy zaliczani byli wraz z dragonami do pośledniejszej kawalerii. Ich uzbrojenie stanowiły wówczas dodatkowo łuk i spisa; niekiedy też wykorzystywali zdobyczną krótką broń białą (kindżały, jatagany, handżary). 